# Sen

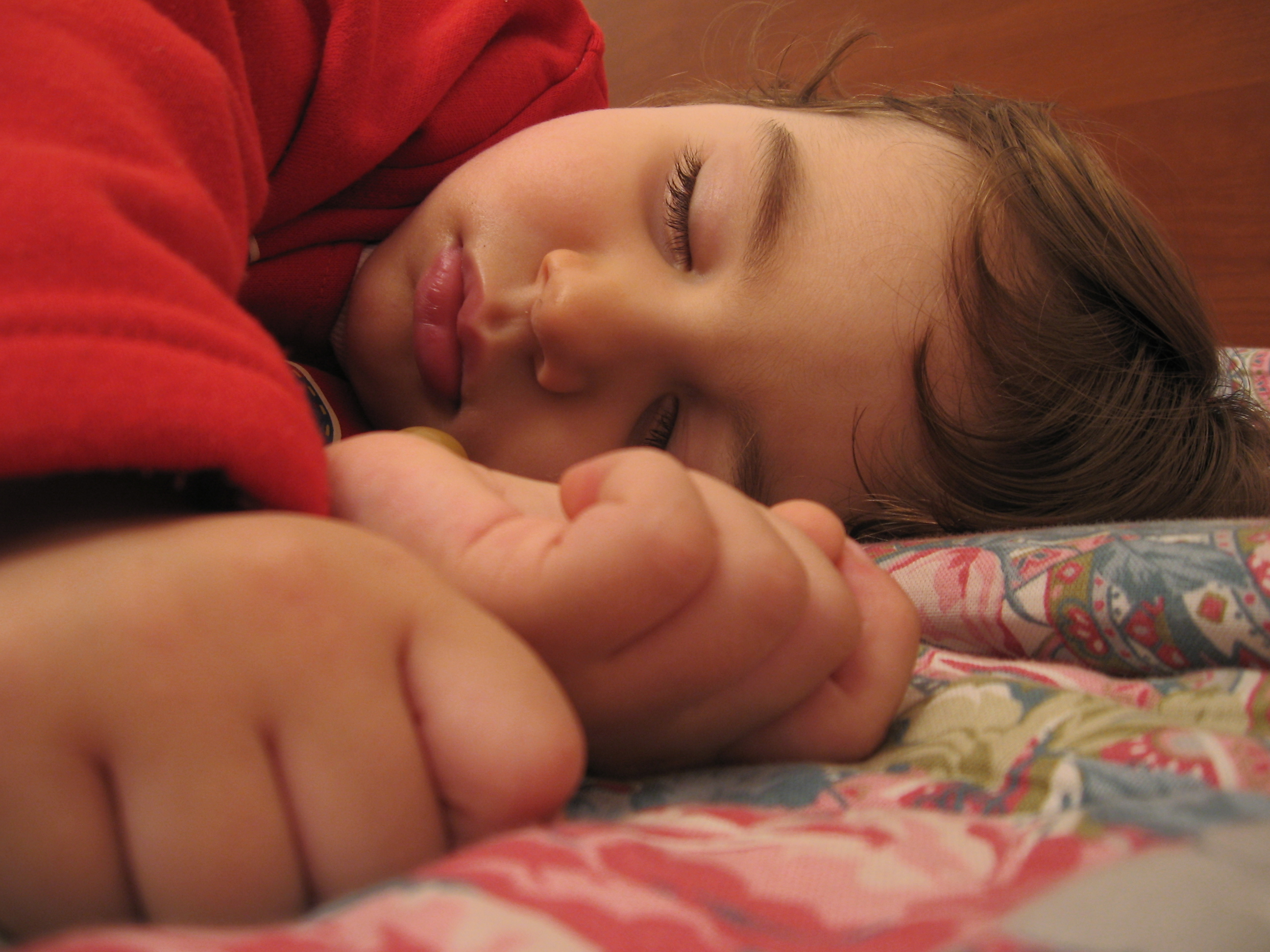
Śpiące dziecko

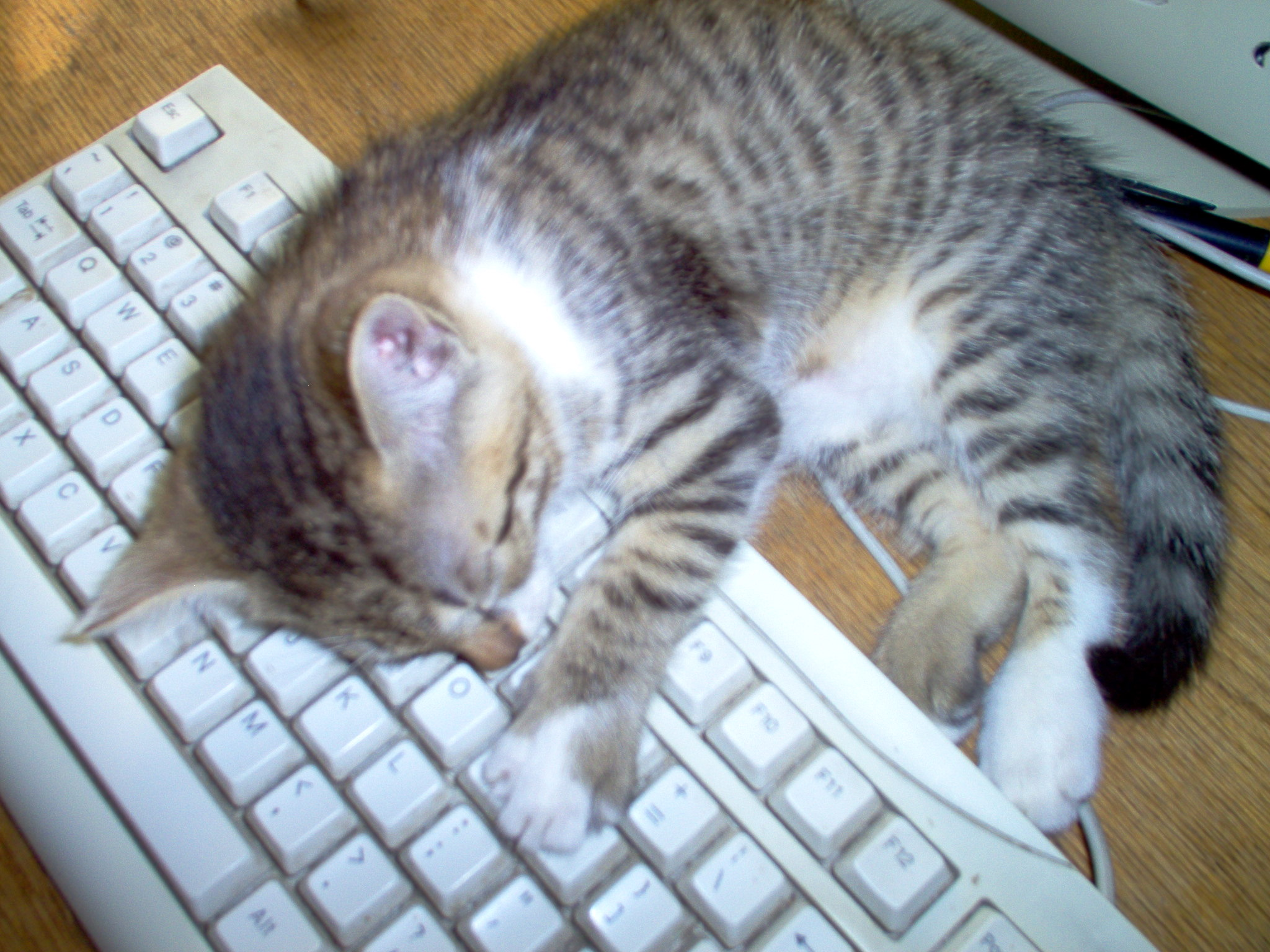
Śpiący kot

Sen – stan czynnościowy ośrodkowego układu nerwowego, cyklicznie pojawiający się i przemijający w rytmie dobowym, podczas którego następuje zniesienie świadomości i bezruch. Fizjologiczny sen charakteryzuje się pełną odwracalnością pod wpływem czynników zewnętrznych (w przeciwieństwie do śpiączki).
Przeciwieństwem stanu snu jest stan czuwania. Granica pomiędzy tymi stanami jest płynna u niektórych zwierząt (na przykład u żółwi).

## Zapotrzebowanie na sen
Długość snu u poszczególnych zwierząt znacznie się różni. U żyraf wynosi on 2 godziny na dobę, a na przykład u nietoperzy 20 godzin na dobę. U niektórych zwierząt (pingwiny, foki, delfiny, psy) półkule mózgowe śpią na zmianę. Objawia się to zamknięciem oka przez śpiącą półkulę. Foki śpią w ten sposób, żeby wynurzać się w celu zaczerpnięcia powietrza.

### Zapotrzebowanie na sen u ludzi
Zapotrzebowanie na sen u ludzi zależy od wieku, przy czym generalnie im młodsza jest osoba, tym więcej potrzebuje godzin snu. U noworodka i małego dziecka sen jest podzielony na kilka części – u osoby dorosłej natomiast taki podział raczej nie występuje.
Zapotrzebowanie na sen jest też cechą indywidualną, zależną od genów. Zwykle dorosłe osoby potrzebują około 6-8 godzin pełnego snu na dobę. Mózg nastolatków podlega jednak znaczniejszym zmianom i prawdopodobnie wymagają one przynajmniej 9 godzin snu na dobę, do efektywnego funkcjonowania.
| Rekomendowana długość snu | Rekomendowana długość snu | Rekomendowana długość snu          | Rekomendowana długość snu      |
| ------------------------- | ------------------------- | ---------------------------------- | ------------------------------ |
|                           | wiek                      | zalecana ilość snu na dobę (godz.) | dopuszczalna ilość snu na dobę |
| noworodek                 | 0-3 m-ce                  | 14-17                              | 11-19                          |
| niemowlę                  | 4-11 m-cy                 | 12-15                              | 10-18                          |
| małe dziecko              | 1-2 lata                  | 11-14                              | 9-16                           |
| dziecko                   | 3-5 lat                   | 10-13                              | 8-14                           |
| nastolatek                | 6-13 lat                  | 9-11                               | 7-12                           |
| młodzież                  | 14-17 lat                 | 8-10                               | 7-11                           |
| młody dorosły             | 18-25 lat                 | 7-9                                | 6-11                           |
| dorosły                   | 26-64 lata                | 7-9                                | 6-10                           |
| osoba starsza             | +65 lat                   | 7-8                                | 5-9                            |

## Regulacja snu
Rytm zapadania w sen jest regulowany poprzez natężenie światła (rytm sen/czuwanie jest definiowany na nowo po zmianie strefy czasowej) oraz poprzez bodźce społeczne. W eksperymentach polegających na całkowitym odizolowaniu ludzi w pokojach bez okien, zegarów, telewizji, radia i telefonów, kiedy sami mogli sobie wybierać moment zasypiania i wstawania, większość badanych funkcjonowała w rytmie 24,2 godzinnym (wydłużony rytm dobowy). Stosowność zaśnięcia w zależności od emocji (brak zagrożenia) i odczuwania głodu reguluje oreksyna.
W czasach, gdy ludzkość nie znała jeszcze elektryczności, ludzie chodzili spać i budzili się wraz ze Słońcem. Na większych szerokościach geograficznych podczas zimowych nocy kładli się spać bardzo wcześnie, przez co budzili się w środku nocy na 1-3 godziny, po czym zapadli w dalszy sen już do świtu. Był to tzw. sen segmentowy, gdy w trakcie nocnego przebudzenia ludzie oddawali się różnorodnym aktywnościom, począwszy od modlitwy i medytacji, poprzez pisarstwo, odwiedziny sąsiadów, a skończywszy na seksie.
Gdy pojawiła się elektryczność, do codziennego użytku weszły sztuczne źródła oświetlenia. Badania sugerują, że nadmierna ekspozycja na sztuczne oświetlenie, np. podczas pracy na nocnej zmianie, przyczynia się do powstawania chorób chronicznych, raka, cukrzycy, chorób serca i otyłości. Nawet słabe światło żarówki lampki lub telefonu komórkowego może zmniejszyć sekrecję melatoniny oraz innych hormonów regulujących cykl dobowy u człowieka. Doświadczenia sugerują, że niebieskie spektrum światła ma najsilniejsze działanie hamujące wydzielanie hormonów i same tylko okulary, które blokują dostęp niebieskiego światła, pomagają w zapobieganiu negatywnym skutkom zaburzeń cyklu dobowego. Harwardzki newsletter medyczny z 2012 roku podaje kilka rad, w jaki sposób można zmniejszyć negatywne skutki, związane z wykorzystywaniem sztucznego oświetlenia:
- używanie słabego, czerwonego światła do oświetlania pomieszczeń nocą,
- unikanie wpatrywania się w jasne ekrany monitorów i telewizorów na 2-3 godziny przed snem,
- używanie okularów blokujących niebieskie światło lub innych filtrów niebieskiego światła podczas pracy w nocy,
- niebieskie, jasne światło jest korzystne podczas aktywności za dnia, poprawia nastrój i ułatwia późniejsze zasypianie w nocy.

## Podział snu
Sen dzieli się na dwie główne fazy:
1. Sen o wolnych ruchach gałek ocznych (skrót: NREM – non-rapid eye movement); inna nazwa: sen wolnofalowy. W fazie tej pojawiają się fale delta aktywności elektrycznej mózgu.
2. Sen REM – jest to sen o szybkich ruchach gałek ocznych (skrót: REM, z ang. rapid eye movement; inna nazwa: sen paradoksalny). W tej fazie występują najczęściej marzenia senne. Następuje w niej całkowite rozluźnienie ciała, ponieważ most, będący elementem pnia mózgu, odcina jego wpływ na mięśnie.

Ze względu na udział fal wolnych sen podzielono na 4 stadia. Wszystkie poniższe wchodzą w skład fazy NREM:
- stadium 1, w którym świadomość bodźców docierających ze środowiska stopniowo maleje, w zapisie EEG pojawiają się wolne ruchy gałek ocznych, znikają fale alfa, a dominują fale o częstości 2–7 Hz o amplitudzie nie wyższej niż 75 μV
- stadium 2, charakteryzujące się niereagowaniem na bodźce oraz występowaniem wrzecion snu i zespołów K
- stadium 3, w którym podczas badania polisomnograficznego w badanym i ocenianym odcinku czasu 20–50% czasu zajmują fale o częstości 2 Hz lub wolniejsze o amplitudzie nie mniejszej niż 75 μV
- stadium 4, zawierające ponad 50% fal wolnych o amplitudzie powyżej 75 μV.

Sen zaczyna się fazą NREM, prawidłowo o czasie trwania 80-100 min, po której następuje faza snu REM trwająca ok. 15 min.
U osób dorosłych tego typu cykl powtarza się 4 lub 5 razy.
Wraz z długością snu:
- spada udział najgłębszego stadium snu wolnofalowego (o największej aktywności fal delta)
- rośnie czas trwania fazy REM, która pod koniec nocy zazwyczaj trwa około 40 minut.

Obiektywnym wskaźnikiem bezsenności jest krótki czas (lub brak) najgłębszego stadium snu, wolnofalowego. Bezsenność często jest objawem nerwicy lub depresji.
W czasie snu zmienia się częstotliwość fal mózgowych. Zanikają szybsze rytmy beta i alfa, pojawiają się wolniejsze rytmy theta i delta.
Wykorzystanie niektórych rejonów mózgu jest znacznie większe podczas snu niż podczas czuwania.

## Fizjologiczne znaczenie snu
Ewolucyjna rola snu w fizjologii nie jest dokładnie znana, jednakże ze względu na powszechność zjawiska przypuszcza się, że ma fundamentalne znaczenie dla układu nerwowego. Istnieje dodatnia korelacja pomiędzy rozwojem układu nerwowego a występowaniem snu. Hipotezy wyjaśniające sen obejmują:
- oszczędność energii (spadek temperatury)
- gospodarkę hormonami
- konsolidację pamięci
- stymulacje neuronów, które nie były aktywne podczas czuwania (nieużywane połączenia synaptyczne mogą zanikać)
- zaniknięcie aktywności neuronów w rejonie miejsca sinawego (aby zapobiec zmianie wrażliwości – ciągle stymulowany neuron podwyższy swój próg pobudliwości)

Sen ma duże znaczenie dla pamięci i efektywnego funkcjonowania mózgu. Krótki sen szczególnie upośledza funkcjonowanie mózgu i może przyczyniać się do problemów z zapamiętywaniem oraz koncentracją. Niewyspane osoby mają większe ryzyko wytworzenia fałszywych wspomnień. Niewyspani ludzie, szczególnie młodzi, są średnio bardziej otyli, niż ich wyspani koledzy i koleżanki. Może to mieć związek z faktem, że deprywacja snu upośledza nasze zdolności do konstruktywnego myślenia oraz sprzyja podejmowaniu ryzykownych decyzji. Niewyspany mózg dosłownie się kurczy.
Wśród nastoletnich uczniów najwyższe oceny mają zwykle ci, którzy się wysypiają. Licealiści i licealistki, którzy podczas weekendów kładą się spać dużo później, niż w czasie dni nauki, nie dość, że często mają gorsze oceny, to jeszcze skarżą się na senność, depresyjny nastrój i inne problemy.

## Niedobór snu
Sen jest niezbędny do życia i prawidłowego przebiegu procesów psychicznych. Już jedna nieprzespana noc obniża sprawność psychofizyczną. Brak snu przez dłuższy czas powoduje szereg negatywnych efektów psychicznych i fizjologicznych:
- zaburzenia nastroju
- utrudnione skupienie uwagi
- spowolnienie reakcji
- spadek motywacji[20]
- przecenianie swoich umiejętności i podwyższoną skłonność do podejmowania ryzyka[20]
- spadek zdolności twórczego myślenia i umiejętności podejmowania złożonych decyzji[20]
- Długotrwała (ok. tygodnia) deprywacja snu lub zaburzenia fazy REM mogą prowadzić do stanów zbliżonych do psychozy, halucynacji oraz stanów paranoidalnych. Zaburzenia fazy REM występują także przy alkoholizmie.
- Upośledzenie aktywności układu immunologicznego – zaburzenia w liczbie białych krwinek, upośledzenie aktywności limfocytów, w tym cytotoksycznych typu natural killer, które normalnie zwalczają nieprawidłowe (zarażone wirusem lub zmienione nowotworowo) komórki.

Według badań (przeprowadzonych w Princeton University na szczurach), brak snu powoduje zaburzenia w części mózgu odpowiedzialnej za tworzenie nowych komórek. Badania przeprowadzone na Proceedings of the National Academy of Science wykazały, że u szczurów, które nie mogły się wyspać pojawiła się nadwyżka kortykosteronu. 2-3 tygodniowa deprywacja snu prowadzi do śmierci tych zwierząt.
Deprywacja snu bywa wykorzystywana jako pewien rodzaj tortur. Oskarżane o stosowanie tej techniki były KGB, wojska japońskie w czasie II wojny światowej i armia brytyjska w stosunku do członków IRA.
Rekordzistą w braku snu jest Tony Wright – poddał się on eksperymentowi medycznemu i nie spał przez 266 godzin.
Wśród zwierząt pasówka białobrewa jest znana ze swej zdolności obywania się bez snu nawet przez dwa tygodnie podczas migracji.

### Efekty braku snu w określonym czasie
Skutki braku snu przez 24 godziny:
- Układ immunologiczny zaczyna tracić wydajność. Produkuje coraz mniej białych krwinek, wskutek czego gwałtownie wzrasta niebezpieczeństwo zachorowania.
- Zmniejsza się zdolność zapamiętywania (o 40%) – przy dwudziestoczterogodzinnym braku snu może dochodzić do błędów w przetwarzaniu sygnałów.
- Następuje odczuwalne zakłócenie rytmu produkcji męskiego hormonu płciowego (testosteronu) i jego żeńskich odpowiedników (estrogenów). Powstaje ich niedobór, a to oznacza, że maleje libido.
- Produkcja glukozy spada o sześć do jedenastu procent. Organizm nie otrzymuje przez to dostatecznej ilości energii – czas reakcji ulega podwojeniu. Człowiek ma wrażenie, że rzeczywistość przyspiesza.

Skutki braku snu przez 36 godzin:
- Drastycznie spada szybkość reakcji: organizm jest czterokrotnie wolniejszy niż po przespanej nocy.
- Mocno wzrasta gotowość do podjęcia ryzyka. Przyczyną tego stanu rzeczy jest silniejsze ukrwienie ośrodków nagrody i przetwarzanie emocji w mózgu, którego nie hamuje już centrum kontroli.
- Światło dnia wydaje się zbyt intensywne, odgłosy brzmią nienaturalnie głośno. W tej fazie braku snu występują często nudności. Symptomy są podobne do tych, które towarzyszą migrenie.

Skutki braku snu przez 48 godzin:
- Obraz jest rozmazany, pole widzenia mocno ograniczone, organizm traci panowanie nad swoimi procesami, a czas reakcji ulega wydłużeniu. Objawy po 48 godzinach braku snu odpowiadają tym, jakie ma się przy zawartości 1,5 promila alkoholu we krwi.
- Organizm nie jest już w stanie szybko rozkładać kwasów. Dochodzi do przekwaszenia z objawami przypominającymi reumatyzm. Mięśnie i stawy przesyłają do mózgu sygnały bólu.
- Cukier, zamiast w energię, często zostaje przez organizm zamieniany w tłuszcz.
- Dochodzi do wadliwego przetwarzania informacji ze skórnych receptorów zimna. Wewnętrzny termostat w mózgu, jądro okołoramieniowe, sygnalizuje wtedy spadek temperatury, wywołując dreszcze.

Brak snu przez 72 godziny i dłużej:
- Utrata poczucia rzeczywistości i depersonalizacja (przekonanie, że jest się kimś innym).
- Spada zdolność rozpoznawania kolorów. Pojawiają się halucynacje. U dużej liczby osób nie śpiących od trzech dób pojawia się złudzenie kapelusza – na wysokości czoła odczuwa się pierścieniowaty uścisk wokół głowy.
- Pojawia się mikrosen – tzw. sen sekundowy. Wykonywana akurat czynność jest mimowolnie przerywana i przez chwilę trwającą maksymalnie do sześciu sekund człowiek patrzy w próżnię. W tym czasie fale mózgowe układają się we wzór typowy dla fazy normalnego snu.
- Zaopatrzenie mięśni w substancje odżywcze jest mocno ograniczone, co powoduje lekkie drżenie i uczucie odrętwienia rąk i nóg. Z powodu niebezpieczeństwa wystąpienia zapaści wywołanej zmęczeniem nie należy podejmować większych wysiłków.

## Hibernacja i estywacja
Podobnym do snu stanem jest sen zimowy (hibernacja) i sen letni (estywacja). Wiele zwierząt przesypia niekorzystną porę roku – zapadają w sen zimowy w celu oszczędzania energii lub w sen letni w czasie suszy.

## Zaburzenia snu
Zaburzenia snu według ICD-10:
- nieorganiczne zaburzenia snu F51
  - bezsenność nieorganiczna
  - hipersomnia nieorganiczna
  - nieorganiczne zaburzenia snu i czuwania
  - somnambulizm
  - lęki nocne
  - koszmary senne
- zaburzenia snu G47
  - zaburzenia w rozpoczynaniu i trwaniu snu
  - zaburzenia snu z nadmierną sennością
  - zaburzenia rytmu snu i czuwania
    - zespół opóźnionej fazy sennej
    - nieregularny rytm snu i czuwania

  - bezdech senny (ośrodkowy, obturacyjny, mieszany)
  - narkolepsja i katapleksja
  - zespół Kleinego-Levina

Zaburzenia snu według DSM-IV:
- dyssomnie (zaburzenia ilości, jakości lub pory snu i czuwania)
  - bezsenność
  - hipersomnia
  - narkolepsja
  - zaburzenia oddychania podczas snu
- parasomnie
  - koszmar senny
  - lęki nocne
  - somnambulizm
  - bruksizm
  - zaburzenia dobowego rytmu snu i czuwania